# ヘレン・シャーマン
ヘレン・シャーマン（Helen Patricia Sharman, 1963年5月30日 - ）は、イギリスの化学者である。1991年にイギリス人として初めて宇宙飛行し、ソユーズTM-12でミールを訪れた。
シャーマンはシェフィールドのグレノサイドで生まれ、後にグリーンヒルに転居した。彼女は1984年にシェフィールド大学で化学の学士号を取得し、ロンドン大学バークベック・カレッジで博士号を取った。ロンドンのゼネラル・エレクトリック・カンパニーで技術者として働いた後、マースで化学者としてチョコレートの香料の調整等に携わった。彼女はチョコレートが好きで、将来のチョコレートのフレーバーや純粋なアルプスのチョコレートの香りを探求したいと思ったため、チョコレートの企業で働いた。

## ジュノー計画
シャーマンは1989年11月25日に、ラジオの宣伝で集まった1万3000人の候補者の中から宇宙飛行の要員に選ばれた。このプログラムはジュノー計画として知られ、ソビエト連邦とイギリスの企業との共同プロジェクトである。
シャーマンは、くじ引きで選ばれたという誤った報道が流れたが、実際には科学、教育、飛行経験、外国語の習得能力といった観点からの厳しい選考を経て選ばれた。しかし、飛行の費用を賄うための資金を集めるためには、くじ引きを使うスキームもあった。
飛行前、ヘレンは『星の街』で1年半の訓練を受けた。ジュノー計画コンソーシアムは計画された資金を集めるのに失敗し、計画は中止されそうになったが、ミハイル・ゴルバチョフが、国際連携への関心からソビエト連邦の負担で進めるように指示を出した。しかし当初の計画と比べ、高額な実験は延期されることとなった。
ソユーズTM-12のミッションでは、ソビエト連邦の宇宙飛行士アナトリー・アルツェバルスキー、セルゲイ・クリカリョフとともに1991年5月18日に打ち上げられ、8日間宇宙に滞在し、そのほとんどをミールで過ごした。シャーマンの仕事は医学や農学の試験、ブリテン諸島の撮影、イギリスの学校の生徒達とのアマチュア無線による会話等だった。彼女はヴィクトル・アファナシェフ、ムサ・マナロフとともにソユーズTM-11で1991年5月26日に着陸した（打ち上げ時にはシャーマンの座席に秋山豊寛が乗っていた）。
シャーマンは宇宙に行った時点で27歳11カ月であり、2007年現在で宇宙を訪れた455人のうち、5番目に若い。また1963年に26歳3カ月で宇宙を訪れたソビエト連邦のワレンチナ・テレシコワに次いで女性としては2番目に若い。
彼女はそれ以来宇宙に行っていないが、1992年に欧州宇宙機関で行なわれた宇宙飛行士の選考にイギリスからの候補3人のうちの1人として選ばれ、1998年に25人のリストの中に登録された。
ジュノー計画を遂行したことによって、シャーマンは「シェフィールドの殿堂」に選ばれている。

## その後
シャーマンは現在、アナウンサーであり、また科学教育を教える講師である。
地球外生命の存在については肯定的な立場をとっており、既に地球を訪れている可能性も否定していない。

## 受賞歴など
- 彼女はシェフィールドで開催された1991年夏季ユニバーシアードの点火者に選ばれた。全世界に生中継される中、彼女はドン・ヴァレイ・スタジアムの内野を走っている間にトーチを壊してしまったが、残り火から火を起こしてセレモニーを続けた[3]。

- 彼女の草分け的な努力によって、シャーマンは1993年に大英帝国勲章 (OBE) を受章し、同年王立化学会の名誉フェローとなった[4]。
- 2018年 聖マイケル・聖ジョージ勲章[5]

オランダのアッセンにあるイギリス人学校は彼女の名前にちなんでヘレン・シャーマン学校と名付けられている。さらにウォーリントン女子高校には、彼女の名前がついた建物がある。

## 伝記
- Seize the Moment, autobiography, with Christopher Priest and a foreword by Arthur C. Clarke (London : Victor Gollancz Ltd, 1993 - ISBN 0-575-05819-6)
- The Space Place (Making Sense of Science), children's book, illustrated by Mic Rolph (Portland Press, 1997. ISBN 1-85578-092-5)